# Shinji Morita
Shinji Morita (japanisch 森田 真司 Morita Shinji; * 24. Juni 1987 in Atsugi) ist ein ehemaliger japanischer Fußballspieler.

## Karriere
Morita erlernte das Fußballspielen in der Schulmannschaft der Horikoshi High School. Seinen ersten Vertrag unterschrieb er 2006 bei New Wave Kitakyushu. 2009 wechselte er zu Hitachi Tochigi Uva FC (Tochigi Uva FC). 2011 wechselte er zu YSCC Yokohama. 2012 wechselte er zu Grulla Morioka. Am Ende der Saison 2013 stieg der Verein in die J3 League auf. Ende 2014 beendete er seine Karriere als Fußballspieler.